# Långören (Blekinge)
Långören ist eine kleine Insel in Blekinges östra skärgård, im östlichen Schärengarten von Blekinge in Schweden. Die Insel liegt neben der Binnenwasserstraße, die von Kalmarsund nach Karlskrona führt. Dies prägte die Lebensbedingungen auf der Insel 300 Jahre lang.
Die ersten Bewohner der Insel waren um 1706 Håkan und Annika Kraak. Die meisten, die seitdem auf der Insel lebten, sind ihre Nachkommen (Långöraslägen). Ihr Sohn Sven und dessen Schwiegersohn Åke waren die ersten Lotsen der um 1715 gegründeten Lotsenstation, die 1960 wurde aufgelöst. Die Insel hat den Charakter eines traditionellen Lotsen- und Fischerdorfes bewahrt, aber die meisten Häuser sind heute Ferienhäuser. Nach Schließung der Lotsenstation wurde das mit einem Turm ausgestattete Haus 1994 an die Gemeinde Karlskrona verkauft. 1999 wurde die alte Lotsenstation dem Heimatverein Långören übergeben. Das Lotsenhaus (schwedisch lotshus) ist von Juni bis August geöffnet.